# 普爾省
普爾省（法語：Pool）是剛果共和國東南部的一個省份，首府金卡拉，該區北臨高原省、東接剛果民主共和國和布拉柴維爾、西毗布恩扎省和萊庫穆省，面積33,955平方公里，下分6縣，2007年人口236,595。
1. ↑  . hdi.globaldatalab.org.   [2018-09-13]. （原始内容存档于2018-09-23） （英语）.